# Alois Sarauer
Alois Sarauer (16. června 1901 Netolice – 30. prosince 1980 České Budějovice) byl český hudební skladatel a klavírní pedagog.

## Život
Narodil se v Netolicích jako syn Aloise Sarauera, učitele a pozdějšího starosty Okresní hasičské jednoty v Českých Budějovicích.
V letech 1919 až 1926 studoval obor klavír a skladba na pražské konzervatoři i soukromě (u Viléma Kurze a Vítězslava Nováka).
Vyučoval na hudebních školách; byl například ředitelem nově zřízené školy v Teplicích  (1926–1938) a Benešově (1939–1945), po válce působil v severních Čechách a od roku 1953 na konzervatoři v Brně. Po odchodu do důchodu se roku 1960 přestěhoval do Českých Budějovic.

## Dílo
Jako pedagog vypracoval samostatnou metodiku výuky klavírní hry a v jejím rámci vytvářel i své skladby, ve kterých spojoval uměleckou hodnotu s pedagogickým přístupem. Hrály je děti nejen v Československu, ale také v Sovětském svazu, Jugoslávii, východním Německu, Maďarsku, Švýcarsku, Anglii a Austrálii.
Byl autorem nebo spoluautorem např. těchto knižně vydaných prací:
- Obrázky z dětského života (1931). Recenzent k jejich vydání poznamenal: „To, co znamená Kurz pro klavírní virtuosy, to bude časem znamenati jeho žák Sarauer pro klavírní začátečníky. (…) Má v harmonickém souladu vše, co hlásá a co prakticky koná. Jest velmi záslužným životním úkolem Sarauerovým, že svůj mimořádný pedagogický talent klavírní dává ve prospěch těch nejmenších…“[8]
- 7 malých kousků (1939, s Vilémem Kurzem ml.); skladby: Smutný ovčáček -- Mazurka -- Skleněný tanečník -- Polka -- Lovecká -- Rozmar -- Na rozloučenou
- Chvíle pohody (1950), cyklus snadných přednesových skladeb pro klavír
- Klavírní škola pro začátečníky (1956, spoluautoři: Arnoštka Grünfeldová a Zdeňka Böhmová-Zahradníčková), vydávaná v mnoha reedicích i po roce 2000, podle iniciál příjmení autorů žáky i pedagogy familiárně zvaná "Bégéeska". Získal za ni rovněž cenu ministra školství.
- Drobnosti (1958), 8 drobných skladeb pro klavír
- Črty (1968), 8 drobných skladeb pro klavír
- Dětem (1972, spoluautor: Berta Rixová-Kabeláčová), 12 klavírních skladbiček

S Drahomírou Křížkovou spoluredigoval vydání klasické hudby pro žáky uměleckých škol, Klasikové a jejich současníci.